# Миниатюрная страна чудес
Миниатю́рная страна́ чуде́с (нем. Miniatur Wunderland) — музей в Гамбурге с самой большой в мире действующей железнодорожной моделью (1499 м²), занесен в Книгу рекордов Гиннеса. Расположен в историческом городе Шпайхерштадте в порту Гамбурга и управляется компанией «Miniatur Wunderland Hamburg GmbH». Длина железной дороги — 15 715 метров (по состоянию на август 2019)) в масштабе 1:87, по миниатюрной дороге курсируют 1040 поездов. Занимаемая площадь — 1499 квадратных метров.

## История
Конструирование первой части макета началось в декабре 2000 года, первые три части были завершены в 16 августа 2001 года (Кнуфинген, Центральная Германия и Австрия). Проект был создан братьями Фредериком и Герритом Браунами (создание миниатюрной модели железной дороги было их детской мечтой).
С тех пор были добавлены новые сектора. После завершения строительства участка побережья Германии в Гамбурге в ноябре 2002 года «Страна чудес» стала крупнейшей моделью железной дороги в Европе. Затем в декабре 2003 года были сданы участки США и в июле 2005 года — Скандинавии. 10 сентября 2015 года Геррит и Фредерик Браун проложили недостающий участок пути между участками Швейцария и Италия. Тем самым они увеличили протяженность трассы с 13 000 до 15 400 метров. Это было зафиксировано судьей Гиннесса, который затем вручил сертификат об установлении нового мирового рекорда.
Секция «Bella Italia» (Прекрасная Италия) площадью 190 квадратных метров была открыта после четырех лет строительства 28 сентября 2016 года. Стоимость секции составила около четырех миллионов евро.С открытием участка Монако — Прованс в августе 2019 года длина дороги увеличилась еще на 315 метров. Общая длина в настоящее время — 15 715 метров — соответствует 136 721 километру в оригинале, так что теперь это также самая большая модель железной дороги в мире во всех масштабах.
Следующий строящийся участок — Монако (с трассой Формулы-1). После его завершения должна быть показана Южная Америка. Новый участок планируется построить в здании на другой стороне канала до конца 2021 года. Сюда ведет мост, построенный 15 июля 2020 года.
Другие проекты — Центральная Америка / Карибский бассейн и Азия.

## Устройство системы
Посетители переходят из комнаты в комнату по длинному коридору. Поезда ходят вдоль стен зала и по полуостровным выступам. Система состоит (по состоянию на сентябрь 2016 г.) из девяти завершенных секций площадью от 60 до 300 м² каждая :
Первые три раздела создавались параллельно. Здесь показаны центральная и южная Германия с Гарцем, кроме того, здесь имеется высокоскоростной железнодорожный участок.
В вымышленном городе Кнуффингене была создана система улиц с движущимися автомобилями.
В разделе «Австрия» основное внимание было уделено реализации темы Альп, включая многоэтажную спираль, по которой поезда из других частей проносятся на другую сторону коридора над головами посетителей.
Следующим этапом расширения станет участок «Гамбург, немецкое побережье».
Раздел США включает в себя, среди прочего, Лас-Вегас, Майами, кусочек Дикого Запада, систему с движущимися автомобилями и космодром.
Раздел «Скандинавия» фокусируется на реальном водном пространстве: в будущем корабли с компьютерным управлением будут работать в морском бассейне «Северное Балтийское море» объемом 30 000 литров. На данный момент все еще управляется вручную. Здесь моделируются даже приливы . Миниатюрный мост «Storebelt» пересекает «море». Шахта напоминает город Кируну в Швеции.
Швейцарские Альпы, простирающиеся на двух этажах, — это пейзажи кантонов Тичино, Граубюнден и Вале — были завершены в ноябре 2007 года. Горы общей площадью 100 м² достигают почти шести метров в высоту. Посетители поднимаются по лестнице, а поезда незаметно преодолевают разницу в высоте на поворотах в локомотивном лифте.
Секция «Аэропорт Кнуффинген» была открыта в мае 2011 года после шести лет строительства (инвестиции составили 3,5 миллиона евро). Это аэропорт площадью 150 м² с уникальной системой контроля аэропорта.
Гамбургский город Хафенсити с Эльбской филармонией представлены в небольшом разделе, планировка которого началась в мае 2012 года, а строительство — в августе того же года. Всего было доступно девять квадратных метров (м²), на этом участке было построено 10 выбранных домов. Открытие состоялось 13 ноября 2013 года и транслировалось в прямом эфире.
В 2014 году была предпринята поездка в Италию, чтобы собрать много впечатлений от страны. Они были введены в 9-ю фазу строительства участка Италии. В этом разделе можно увидеть некоторые достопримечательности Рима, а также пейзажи, такие как Тоскана или извергающий лаву Везувий. Этап строительства был представлен в специально созданном блоге и открылся в сентябре 2016 года.
В феврале 2018 года был открыт участок Венеции площадью всего 9 м². Это был самый сложный участок.

## Особенности
Одна из особенностей — смоделированный распорядок дня, в котором сумерки, ночь и день повторяются каждые 15 минут. Это происходит благодаря автоматическому управлению освещением, которое переключает более 400 000 ламп в соответствии со временем суток.
В вымышленном городе Кнуффингене площадью 120 квадратных метров с населением около 6000 жителей установлено более 100 мобильных моделей автомобилей, в том числе многочисленные пожарные машины, с помощью которых в Кнуффингене имитируется пожарная служба в среднем каждые 15 минут. Моделирование дорожного движения стало возможным благодаря модифицированной автомобильной системе, которая также используется в разделах США, Скандинавии и на участках аэропорта Кнуффинген. В разделе Америки есть даже межгосударственная автомагистраль, оборудованная системой динамического управления движением, которая регулирует движение с помощью ограничителей скорости (всего четыре скорости), а также непрерывных световых сигналов и изменяемого текстового дисплея.
В системе много деталей, например, изменяющееся табло на Volksparkstadion (Гамбургский стадион на 57 000 мест) и корова с магнитным управлением в игре в бинго, грузовик с сыром, попавший в аварию, и миниатюрные мигалки в Гамбургской части. На Амсинкштрассе в Гамбурге есть также заправочная станция для реактивных двигателей, на которой отображаются текущие цены на бензин этой модели.
С помощью около 200 кнопок посетители могут управлять процессами в системе. Эти так называемые действия с помощью кнопок привлекают внимание многих посетителей. Например, запускается шахтерский поезд, крутятся ветряные турбины, на стадионе Volksparkstadion забивается очередной гол, запускается космический шаттл, взлетает вертолет или начинает расти нос Пиноккио. Кнопка даже позволяет посетителям увидеть моделирование производства небольшой плитки шоколада на фабрике и самому попробовать настоящий продукт.
Некоторые экскурсии также позволяют заглянуть за кулисы, где можно увидеть то, что невозможно наблюдать с другой стороны.

## Аэропорт Кнуффинген
4 мая 2011 года после шести лет планирования и строительства модельный аэропорт «Аэропорт Кнуффинген» был официально введен в эксплуатацию в качестве особой секции. Его здания похожи на аэропорт Гамбурга. Как и в вымышленном главном городе Кнуффингене, здесь так же есть симуляция пожарной команды с большим парком транспортных средств, включая четыре пожарные машины аэродрома. На 14-метровой взлетно-посадочной полосе модели самолетов можно реалистично ускорять до масштаба, кажется, что они отрываются от земли и исчезают в стене (в облаках). В зависимости от фазы запуска направляющие штанги позволяют самолету наклоняться по горизонтали, чтобы приблизиться к реальности.
Здесь можно найти самые разные коммерческие авиалайнеры, в том числе Boeing 747 и Airbus A380, в ливрее (раскраске) многих авиакомпаний по всему миру. В Кунуффингене взлетают и приземляются модели даже относительно новых самолетов Airbus A350 и Boeing 787 «Dreamliner». Также есть «Конкорд» в ливрее British Airways (Британские авиалинии), космический шаттл, пчела и космический корабль «Сокол тысячелетия», известный по « Звездным войнам» .
Движение самолета по земле реализовано с помощью технологии на базе автомобильной системы. Автомобили в аэропорту рассказывают свои маленькие истории о скоординированной заправке, погрузке и разгрузке до и после приземления, начиная с мест стоянки самолетов.
В отличие от других пейзажей, в аэропорту почти не видно железной дороги. Только в метро есть вокзал аэропорта, на платформах которого останавливаются не только электрички, но и поезда дальнего следования.
Для оборудования 150 квадратных метров потребовалось около 3,5 миллионов евро. Зона оборудована не только множеством катящихся моделей самолетов, но и сотнями автомобилей, пассажирскими трапами, гаражом, гостиницей в аэропорту, метро и отдельными фигурами.

## Количество посетителей
5 декабря 2012 года «Миниатюрную страну чудес» посетил десятимиллионный посетитель, 2 декабря 2016 года — пятнадцатимиллионный.  В 2019 году Miniatur Wunderland зарегистрировал около 1,4 миллиона посетителей, 35 % из которых прибыли из-за границы. После того, как выставка была закрыта для посетителей на протяжении большей части 2020 года из-за пандемии коронавируса или открывалась только с низкой посещаемостью, общее количество посетителей в 2020 году сократилось примерно на 1 миллион.

## Награды
В 2010 году основатели компании Фредерик и Геррит Браун и Стефан Герц были награждены «Орденом за заслуги перед Федеративной Республикой Германия». . В 2012 году «Miniatur Wunderland» был номинирован на премию Michelleti в категории «Лучший технологический и промышленный музей в Европе».

## Мировые рекорды
В ноябре 2013 года локомотивы модели 200 H0 протянули электровоз класса 101 (84 т) на расстояние более 10 м. 
Длина железнодорожных путей в музее составляет 15 715 м (по состоянию на август 2019 года), что является самой большой моделью железной дороги в мире. В то же время «Аэропорт Кнуффинген» является крупнейшей моделью аэропорта в мире.
В апреле 2021 года здесь было исполнено самое длинное попурри классической музыки. Для этого маневровщику с колотушками пришлось много раз проехать мимо стаканов, наполненных водой.

## Музей в цифрах
На апрель 2018 года макет включает:
- Железнодорожных путей — 15 400 м
- Поездов — 1040 шт.
- Вагонов — более 10 000 шт.
- Семафоров, светофоров и других дорожных сигналов — 1380 шт.
- Стрелок и других переключателей — 3454 шт.
- Светодиодов — 389 000 шт.
- Зданий — 4340 шт.
- Фигурок людей и животных — 263 000 шт.
- Автомобилей — 9 250 шт.
- Деревьев — 130 000 шт.

## Обзор секций
| Секция | Название             | Дата открытия    | Размер, м2 | Поездов (вагонов), шт | Длина ж/д путей, м | Зданий, шт | Фигурок, шт | Автомобилей, шт | Деревьев, шт | Прочее                              |
| ------ | -------------------- | ---------------- | ---------- | --------------------- | ------------------ | ---------- | ----------- | --------------- | ------------ | ----------------------------------- |
| 1      | Центральная Германия | 16 августа 2001  | 120        | 130 (1000)            | 1400               | 205        | 13 500      | 420             | 10 000       |                                     |
| 2      | Австрия              | 16 августа 2001  | 60         | 40 (380)              | 600                | 150        | 6500        | 180             | 10 000       |                                     |
| 3      | Кнуффинген           | 16 августа 2001  | 120        | 60 (550)              | 1000               | 500        | 10 000      | н/д             | 9000         | 31 пожарная машина                  |
| 4      | Гамбург              | 22 ноября 2002   | 200        | 190 (1800)            | 2600               | 1000       | 50 000      | 1300            | 12 000       |                                     |
| 5      | США                  | 8 декабря 2003   | 100        | 140 (2250)            | 1400               | 450        | 30 000      | 800             | 10 000       |                                     |
| 6      | Скандинавия          | Июль 2005        | 300        | 150 (2100)            | 2000               | 500        | 40 000      | 600             | 30 000       | 30 000 литров воды                  |
| 7      | Швейцария            | 12 ноября 2007   | 250        | 180 (2300)            | 3000               | 700        | 50 000      | 1000            | 35 000       |                                     |
| 8      | Аэропорт Кнуффингена | Май 2011         | 150        | н/д                   | 1000               | 75         | 15 000      | 90              | 4000         | 52 самолёта, ок. 250 полётов в день |
| 9      | Италия               | 28 сентября 2016 | 190        | 110 (800)             | 2400               | 450        | 30 000      | 400             | 10 000       | 22 церкви, 138 кораблей             |
| 10     | Венеция              | 21 февраля 2018  | 9          | н/д                   | н/д                | 206        | 3000        | н/д             | н/д          | 3 м2 воды, 26 мостов, 150 гондол    |

## Фотографии

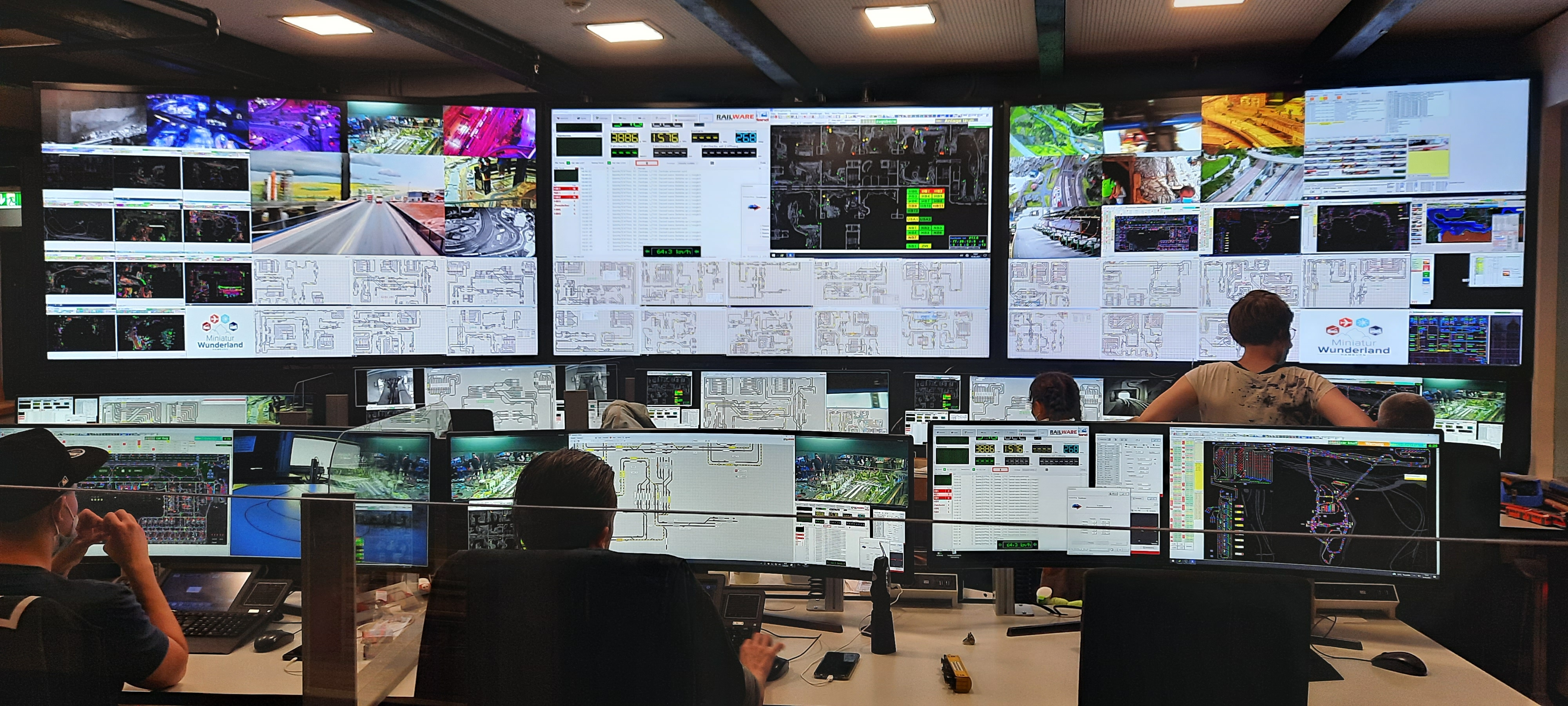
Зал управления